# Nagyecsed
Nagyecsed − miasto w powiecie Mátészalka komitatu Szabolcs-Szatmár-Bereg w północno-wschodnich Węgrzech.

## Położenie
Nagyecsed leży 12 km na południe od Mátészalka, nad rzeką Kraszna, na granicy krainy Nyírség z Równiną Satmarsko-Berehowską. Przez miasto przebiegają linia kolejowa z Mátészalka do przejścia granicznego Tiborszállás-Carei na granicy z Rumunią i lokalna droga w tym samym kierunku. Inne lokalne drogi łączą Nagyecsed z Győrtelek i z Csenger.

## Historia
Osada Nagyecsed powstała w XI wieku wokół zamku i klasztoru, zbudowango na wyspie na moczarach Ecsed. Pierwsza wzmianka o wsi pochodzi z roku 1220. W XIV wieku ród Báthory rozbudował zamek w potężną twierdzę, która stała się jego główną siedzibą. W roku 1608 osada uzyskała prawa miejskie. W roku 1619 miasto zostało zdobyte przez Gábora Bethlena, w 1645 stało się posiadłością cesarską. W latach 70. XIX wieku Nagyecsed utracił prawa miejskie. Po osuszeniu bagien Ecsed na przełomie XIX i XX wieku wieś nabrała charakteru rolniczego. W roku 1997 Nagyecsed odzyskał prawa miejskie.